# Campanularia groenlandica
Campanularia groenlandica is een hydroïdpoliep uit de familie Campanulariidae. De poliep komt uit het geslacht Campanularia. Campanularia groenlandica werd in 1893 voor het eerst wetenschappelijk beschreven door Levinsen. 